# Кобильники (Косцянський повіт)
Кобильники (пол. Kobylniki, нім. Kobelnik) — село в Польщі, у гміні Косцян Косцянського повіту Великопольського воєводства.
Населення — 323 особи (2011).
У 1975-1998 роках село належало до Лешненського воєводства.

## Демографія
Демографічна структура станом на 31 березня 2011 року:
|          | Загалом | Допрацездатний вік | Працездатний вік | Постпрацездатний вік |
| -------- | ------- | ------------------ | ---------------- | -------------------- |
| Чоловіки | 158     | 28                 | 119              | 11                   |
| Жінки    | 165     | 40                 | 99               | 26                   |
| Разом    | 323     | 68                 | 218              | 37                   |